# Sinești (gmina w okręgu Jassy)
Sinești – gmina w Rumunii, w okręgu Jassy. Obejmuje miejscowości Bocnița, Osoi, Sinești i Stornești. W 2011 roku liczyła 4171 mieszkańców.